# Jinetes del destino
Jinetes del destino —cuyo título original en inglés es Riders of Destiny— es un mediometraje estadounidense de 1933 protagonizado por John Wayne y producido por Lone Star. Se trata del primero de los westerns que el actor realizó con esta compañía especializada en películas de bajo presupuesto. Fue también un precedente de las películas protagonizadas por vaqueros-cantantes que tuvieron gran éxito poco más tarde.

## Sinopsis
El joven Saunders cabalga por el campo cuando encuentra a un sheriff herido de bala al que presta auxilio. Posteriormente, ve cómo los encargados de una diligencia disparan a un jinete. Se aproxima y comprueba que es una joven, a la que entrega su propio caballo para que pueda huir. Sin que los vigilantes se percaten, se introduce en la diligencia y viaja como polizón. Eso le permite comprobar que, más adelante, otros dos jinetes se aproximan para robar el cargamento con la complicidad de los encargados, debiendo explicar estos que ya han sido asaltados previamente.
Al llegar al pueblo, Saunders se entera de que los bandidos trabajan para un hombre llamado Kincaid, quien tiene un grupo de esbirros a su servicio. La joven, Fay Denton, le conduce al rancho de su padre, que le explica que recibe periódicamente dinero de una mina de la que es socio, pero que la diligencia es siempre asaltada cuando lo trae; ese es el motivo por el que Fay ha decidido adelantarse en esta ocasión. Asimismo le aclara que Kincaid es el propietario del único yacimiento de agua de la región, con la excepción del pozo del propio Denton, y que vende el agua a los demás ganaderos a alto precio con el objetivo de hacerse con todos sus ranchos. Esto es así desde que el río desapareció de su cauce.
Al comprobar que Saunders coordina a los rancheros, Kincaid contrata al pistolero Slip Morgan. Enfrentados en un duelo, Saunders le neutraliza con dos certeros disparos en las muñecas. Uno de los vecinos reconoce entonces a Saunders como el pistolero Sandy el Cantante. Puesto que Kincaid le ofrece a Sandy contratarle como sicario, este acepta y le propone volar el pozo de Denton. La joven Fay oye la conversación y duda de Sandy. Cuando Sandy y dos esbirros de Kincaid vuelan el pozo, el agua fluye libremente y el río vuelve a su cauce, eliminando el negocio del villano.
La vuelta del sheriff, recuperado de su herida, precipita los acontecimientos. Sandy revela que es un agente del Servicio Secreto enviado para investigar las quejas de los rancheros. Kincaid mata a Morgan, quien, antes de fallecer, confiesa haber cometido sus crímenes por orden de aquel. Sandy emprende una persecución montado en su blanco caballo para alcanzar al forajido, quien cabalga un corcel de color oscuro. Descuidado al vigilar a su perseguidor, Kincaid cae al río y se ahoga. Cuando Fay se despide de Sandy, este la besa y promete volver para la cena.

## Lone Star
En la década de 1930 la Gran Depresión golpeó también a la industria del cine haciendo mella en la taquilla. Para paliar la crisis, los exhibidores emplearon todo tipo de trucos que pudieran atraer al público: regalos, palomitas, bingo... La principal aportación fue el programa doble, en el que se podían ver dos películas pagando solo una. Esto posibilitó que junto a los grandes estudios que rodaban prestigiosas películas —como Paramount, Metro o Warner— proliferaran pequeños estudios especializados en películas de bajo presupuesto que acompañaban a la principal en la sesión doble y que generalmente eran ignoradas por la crítica. Algunos de ellos ya existían desde hacía tiempo, produciendo filmes para los circuitos rurales del Sur y del Oeste. Se calcula que en 1933 el 40 % de las salas de cine de los Estados Unidos exhibían programas dobles y necesitaban suministro de filmes.
Una de estas compañías era Monogram Pictures Corporation. Procedía de Rayart Productions, creada por W. Ray Johnston, que distribuía películas a una cooperativa de exhibidores. En 1930 fue reorganizada y renombrada Monogram, y produjo sus primeras películas al año siguiente. Se especializó en cintas de bajo presupuesto de diversos géneros, como el melodrama de intriga, el terror y el wéstern. También fue obra suya la serie de Charlie Chan. Lone Star Productions era su empresa dedicada a producir westerns y normalmente utilizaba como protagonistas a jóvenes promesas o estrellas en declive. John Wayne fue una excepción a esta regla, ya que venía de rodar con Columbia y Warner, lo que revela la escasa confianza que los grandes estudios tenían en él por entonces.
El productor Paul Malvern era un hombre rudo que había comenzado su carrera cinematográfica como especialista. Había crecido leyendo novelas baratas y revistas pulp e incorporaba sus tramas a las películas que realizaba, lo que hacía que la crítica las despreciase como cine barato.
La productora anunció la película como un nuevo tipo de cine de acción en exteriores, y describió al protagonista como un tipo que canta suavemente pero golpea con dureza.

## Reparto

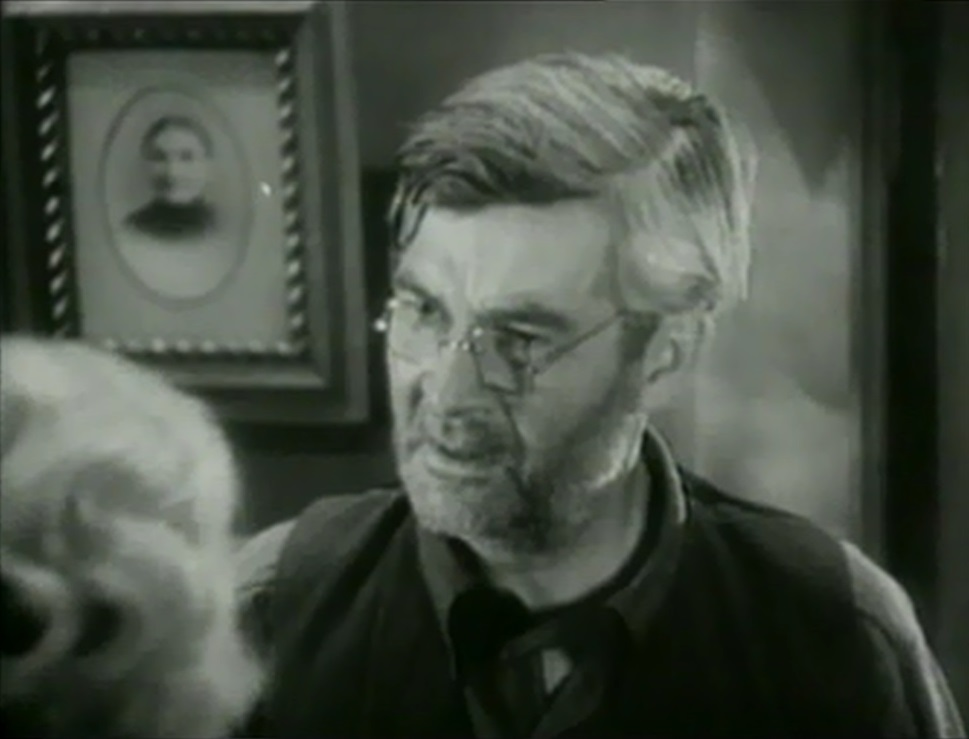
George Hayes, habitual villano de las películas de Lone Star, interpretó a un aliado del protagonista en su primera colaboración con Wayne.

| Actor          | Rol             |
| -------------- | --------------- |
| John Wayne     | Saunders        |
| Cecilia Parker | Fay Denton      |
| Forrest Taylor | Kincaid         |
| George Hayes   | Charlie Denton  |
| Al St. John    | Bert            |
| Heinie Conklin | Pete            |
| Yakima Canutt  | Un sicario      |
| Earl Dwire     | Slip Morgan     |
| Lafe McKee     | Sheriff         |
| Addie Foster   | La señora Mason |

## John Wayne

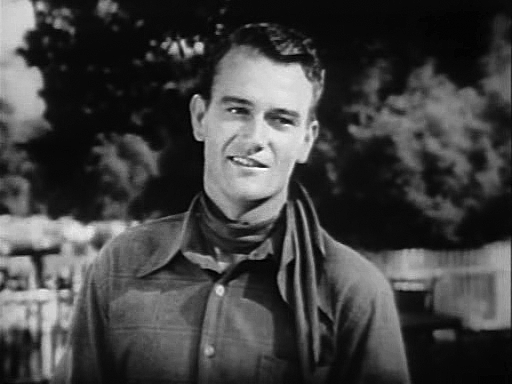
El alto y delgado John Wayne daba a un tiempo imagen de dureza e ingenuidad.

Hacia 1933, la carrera de John Wayne —de 26 años— languidecía. Había participado en varias producciones de Warner, que le permitieron alternar el protagonismo en títulos de serie B con breves papeles secundarios en películas de mayor coste. El problema era que las películas tenían escasa calidad. El 24 de junio, Wayne contrajo matrimonio canónico con su novia Josephine «Josie» Sáenz en la residencia de Loretta Young. El actor dijo años más tarde que tras seis años de noviazgo, la relación entre ambos había llegado a ser más rutinaria que romántica, pero no estaba dispuesto a cancelar el compromiso. El doctor Sáenz, padre de Josie, venció su reticencia y la condujo al altar. La intención era crear una familia, y la pareja se estableció en un pequeño apartamento. Quizá por ello, Wayne resolvió firmar el contrato con Monogram para la realización de ocho películas con Lone Star. El rodaje del primer filme, Jinetes del destino, le obligó a abandonar el hogar pocos días después de la boda.
Cada filme tendría un presupuesto de unos 10 000 dólares —oscilaron entre los 8000 y los 12 000—, de los que unos 2500 serían para el actor. Cada rodaje duraría tres o cuatro días a lo sumo. Eso suponía unos 500 dólares a la semana para Wayne, lo que no estaba mal y superaba lo que había ganado en la productora Mascot. Wayne sabía que no haría carrera artística con Monogram, pero que la modesta productora le mantendría activo a modo de «asistencia social» en tiempos de crisis. A Malvern le causó la impresión de ser un hombre de buena apariencia y ansioso por aprender.
La productora se empeñó en hacer que Wayne interpretara en su primera película el papel de Sandy el Cantor, un vaquero cantante, una figura con potencial en el cine de entonces. Como Duke no tenía dotes para el canto, se limitaba a sostener la guitarra y mover la boca mientras era doblado por otra persona. La experiencia no le gustó nada; le parecía un comportamiento afeminado y se sentía incómodo cuando su público le pedía que cantara y se veía forzado a rehusar. No está clara la identidad del barítono que le dobló. Se menciona al hijo del director, Bill Bradbury, al veterano actor Glenn Strange y a Jack Kirk. Por el contrario, Wayne sí estuvo muy solvente en las secuencias de acción.
John Wayne captaba la atención del espectador desde que aparecía en escena. Su aspecto, su voz y su forma de caminar le hacían único. Era alto y enjuto, y resultaba a un tiempo duro y bien parecido. Vestía tejanos ajustados, una camisa lisa y sombrero oscuro, y portaba un revólver con cachas nacaradas guardado en una bonita funda.

## Otros intérpretes

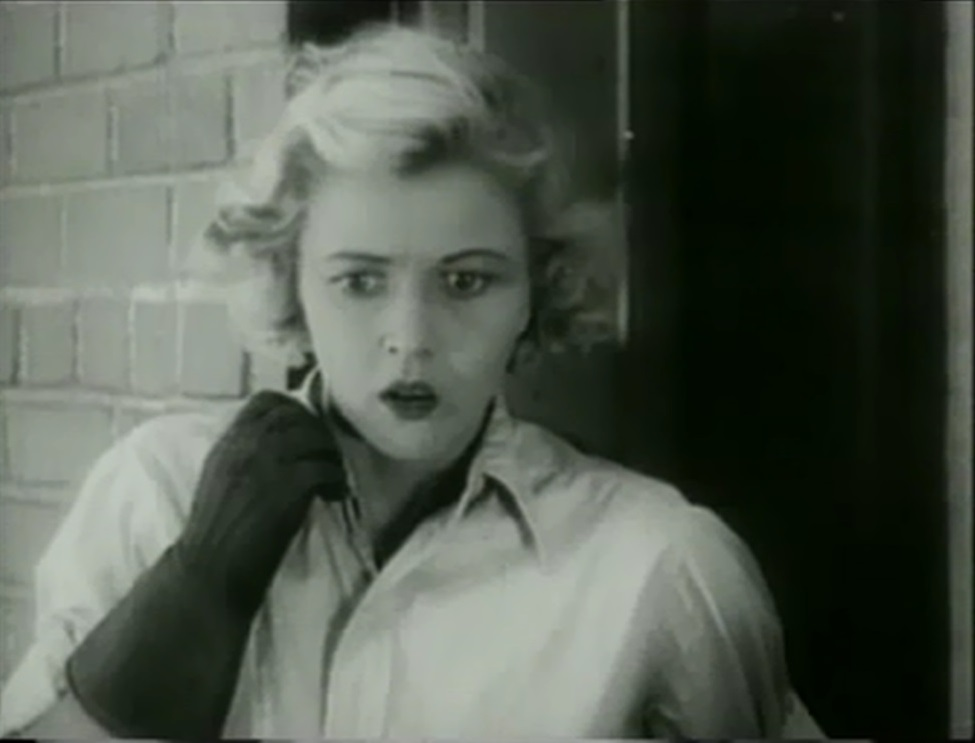
El papel de la heroína fue interpretado por Cecilia Parker

Cecilia Parker interpreta a la heroína. La relación entre ella y Saunders terminará cuando, en un apropiado final, el héroe la tome en brazos y la bese apasionadamente hasta dejarla sin aliento. A continuación, el agente de la ley salta sobre su caballo, se despide agitando el sombrero y promete volver para la cena. No obstante, la película no termina en boda, dejando así abierta la posibilidad de que el protagonista tenga otras relaciones en eventuales futuros filmes. La actriz dijo más tarde que ya entonces pensaba que John Wayne llegaría lejos.
El villano es interpretado por Forrest Taylor. Al conocer a Saunders enseguida afirma que no le gusta cómo habla y que hay que vigilarlo. De hecho, eso es algo que harán casi todos los personajes a lo largo del filme. El objetivo de Kincaid es hacerse con todas las propiedades de la comarca a partir de su ilícito monopolio del agua, una situación nada infrecuente en las películas del oeste. Su final será muy apropiado, pues muere ahogado al intentar huir.
George Hayes interpretó un papel secundario, como venía haciendo en otras producciones de Lone Star, si bien cambió su habitual papel de villano por el de aliado del héroe. En su primera colaboración con John Wayne, interpreta con brillantez a Denton, el padre de la chica.
El elemento cómico está representado por Al St. John y Heinie Conklin, que interpretan a dos torpes esbirros de Kincaid, cuya estupidez es aprovechada por Saunders para derrotar al villano.
Earl Wire, totalmente vestido de negro y con bigote, encarna perfectamente al despiadado pistolero a sueldo contratado por Kincaid que será puesto fuera de combate por Saunders. El duelo está reflejado de manera eficaz: mientras ambos hombres se aproximan, Saunders comienza a cantar, desenfunda con rapidez y dispara a las dos muñecas del villano.
Yakima Canutt volvió a trabajar con Wayne en esta película en un pequeño papel en el que interpretó a uno de los esbirros de Kincaid. Pero su principal labor era la de especialista. Se lució particularmente en una secuencia en la que salta sobre un tiro de caballos y monta uno, cae debajo del carromato, trepa por el lateral y sube hasta el pescante; una acrobacia arriesgada pero muy efectista que ejecutó seis años antes de la que realizaría de forma similar en La diligencia, de John Ford. Wayne y Canutt se habían conocido durante el rodaje del serial de doce episodios La sombra del águila el año anterior. La relación con el especialista sería muy importante para el actor.

## Equipo técnico
El director y guionista fue Robert N. Bradbury, y la fotografía corrió a cargo de Archie Stout. El buen oficio de ambos hace que la película parezca contar con un presupuesto mayor del que realmente tuvo. Llama la atención de la crítica la secuencia final en la que Saunders vuela con dinamita el pozo de Denton y la cámara nos muestra en sucesivas tomas cómo el agua de la corriente subterránea aflora a la superficie a través de la reseca tierra y fluye por el antiguo cauce. Vacas, caballos, patos, gansos y personas acuden a beber y refrescarse en unas imágenes que recuerdan al cine documental que Pare Lorentz realizó unos años más tarde.
El guion era muy simple, pero eso no era un problema porque el filme iba dirigido a un público poco sofisticado. Bradbury llegó a tener una buena relación con Wayne a lo largo de las diversas películas que dirigió para él con Lone Star, y colaboró en su cimentación como futura estrella.

## Resultado

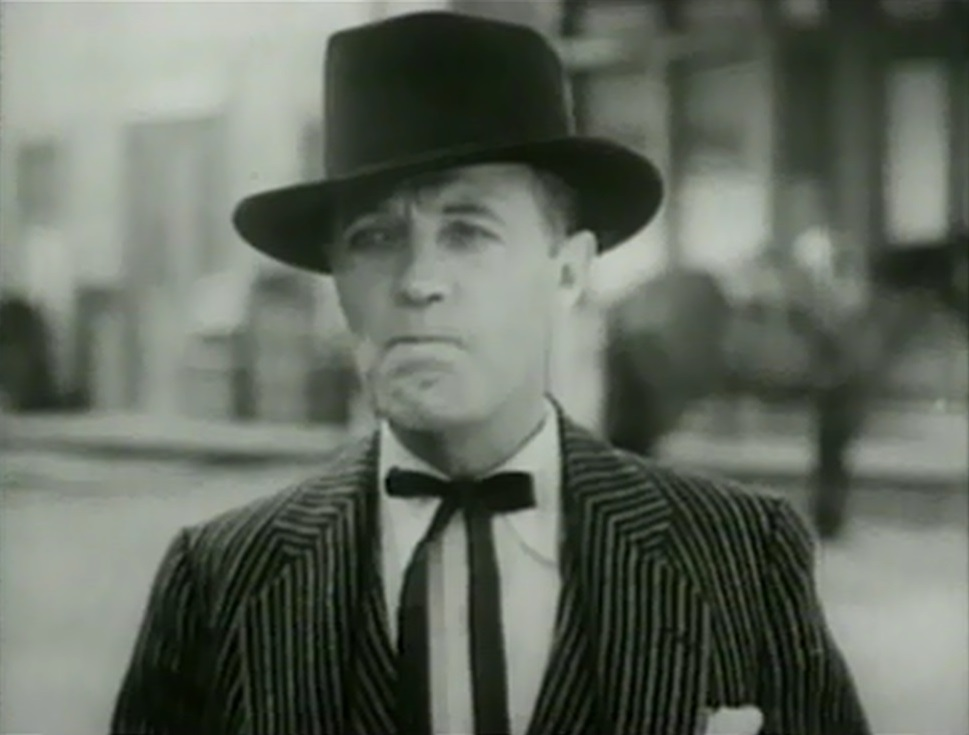
Kincaid mantiene un ilícito monopolio sobre el agua que el héroe, un agente federal, romperá.

Estrenada el 10 de octubre de 1933, la película dejó claro que John Wayne no servía para vaquero-cantor, pero que sí era un excelente actor de wésterns. Tenía presencia y también una mezcla de fuerza, inocencia y encanto infantil. Además, se ajustaba perfectamente a las exigencias del trabajo en una productora de bajo presupuesto: aprendía los diálogos, ejecutaba sus caídas, seguía las instrucciones, no planteaba exigencias y al día siguiente estaba dispuesto para volver a trabajar. Malvern se percató de ello. La interpretación de Wayne era todavía bastante dubitativa, pero más profesional que la de muchos de sus colegas. Y la película le abrió un camino por el que reintroducirse en la industria cinematográfica.
Desde un punto de vista político y social, el filme encajaba perfectamente con la situación existente en el momento de su estreno. En plena Gran Depresión y mientras el presidente Roosevelt presentaba su New Deal, la película mostraba a un agente del Gobierno federal enviado para ayudar a la gente sencilla a luchar contra un deshonesto monopolio. De este modo, Jinetes del destino es recordado como un modesto filme de serie B, pero optimista e imbuido de un espíritu esperanzador para la difícil época que atravesaban los Estados Unidos.
Por otro lado, aunque Wayne no fuera el más apto para cantar, se comprobó que el personaje de vaquero-cantor tenía posibilidades. De este modo, la película abrió el camino a Gene Autry, que ya llamó la atención en un pequeño papel en En un rancho de Santa Fe (1934), y pasó a protagonizar una serie de películas con ese tipo de rol a partir de 1935.